# Spilosoma simplicicilia
Spilosoma simplicicilia là một loài bướm đêm thuộc phân họ Arctiinae, họ Erebidae.